# Сулайман ібн аль-Хакам
Сулайман ібн аль-Хакам (*д/н — 1 липня 1016) — 5-й халіф Кордови у 1009—1010 та 1013—1016 роках.

## Біографія
Походив з династії Омеядів. Син аль-Хакама, був правнуком Абд-ар-Рахмана III. Про його дату народження і молоді роки немає відомостей.
У 1009 році після повалення Мухаммедом II халіфа Гішама II, Сулайман, що перебував на півночі держави, також виступив свої претензії на владу. Для посилення своєї могуті уклав союз із Санчо I, графом Кастилії. 1 листопада того ж року завдав поразки військам Мухаммеда II у битві при Альколеа. Слідом за цим війська Сулаймана оточили Толедо і захопили Кордову. Тут берберськими військовиками його було оголошено новим халіфом. Він прийняв прізвисько аль-Муста'ін бі-ллах («Той, хто шукає допомогу Бога»).
У 1010 році Мухаммед II, якого підтримав Рамон Боррель I, граф Барселони знову виступив проти халіфа Сулаймана. У битві при Абд аль-Бакрі Cулайман зазнав нищівної поразки й утік з Кордови. Втім репресії проти берберів відновленого на троні Мухаммеда II знову привернули війська на бік Сулаймана. Його війська у липні 1010 року завдали поразки у битві при Гвадіаро. Але владу відновив Гішам II.
У 1011 році Сулайман знову рушив до Кордови, завдавши поразки військам Гішама II, підійшовши до столиці халіфату. У 1012 році було взято в облогу Кордову і захоплено халіфську резиденцію Мадінат аз-Захру. У квітні 1013 року було захоплено Кордову, повалено Гішама II і Сулайман відновився на троні.
Втім протягом тривалої боротьби за владу великого впливу набули берберські військовики. Халіф намагався маневрувати між берберською та арабською знаттю, що зрештою послабило владу. Зрештою Сулайман міг контролювати лише області навколо своєї столиці. Держава почала розпадатися на самостійні утворення — тайфи. В Гранаді утворився самостійний емірат з династією Зіридів, в Сарагосі та Медіні-Сідонія — місцеві валі, Танжері та Сеуті — рід Хаммадидів.
У 1016 році Алі ібн Хаммуд ан-Насир, валі (намісник) Сеути, при підтримці берберських військ 28 мухаррама захопив Кордову, поваливши Сулаймана. 1 липня того було страчено. сам ан-Насир оголосив себе халіфом.